# ADACHI TRIBE
『ADACHI TRIBE』（アダチ トライブ）は、BACK-ONの1枚目のミニアルバム。2004年10月30日にLUV GRAFFITIから発売された。

## 概要
BACK-ONのインディーズデビュー作品。
TEEDA作『もっくん』のグラフィックがジャケットの一部になっている。

## 収録曲
全曲、作詞：TEEDA & KENJI03、作曲：BACK-ON、プロデュースJINである。
1. Intro feat.DJ TAKAKI [0:51]
世界最大のDJバトル「DMC JAPAN FINAL」において、史上最年少の16歳で3位入賞を果たした、DJ TAKAKIが参加（当時17歳）。
KENJI03の即興の声をスクラッチ即興でマネをし、DJ TAKAKIの即興スクラッチを声でTEEDAがマネをしている。1発録音であったとの事。
2. Over [4:20]
コンピレーション・アルバム、『OPTION presents STREAM Z J-LOUD』の1曲目にも収録され、また自身のミニアルバム『HERO』に再録版「OVER」として収録。
3. Dreamer [3:39]
コンピレーション・アルバム、『LUV GRAFFITI 2』に収録された原曲を新録した為、オリジナルアルバム仕様に随所にアレンジが施されている。
BACK-ON初のPVが制作された。捕らわれたSHUとMACCHINを助けに、残りのメンバーが敵アジトに乗り込む、映画仕立てのストーリー。メンバーの銃撃戦や、セリフ付きの演技などが見られる唯一の作品。エンドロールでは、香港映画を意識した、演技でのNGシーンが流れる。演技シーンと演奏シーンにてTEEDAが着用しているadidasのレザースエット上下は、『SPHERE OF INFLUENCE feat sora3000 WALK THIS WAY」』のPVでJESSE(sora3000)が着用していたものを、本人から譲り受けたものである。
LIVE会場でSE前に公開されていたのみで未発売の、幻のPVとなっている。銃撃戦のシーンは浜松町「kiara」で撮影され、演奏シーンは渋谷「Club asia」で撮影された。
4. Forward [4:18]
メジャーデビューアルバム『BABY ROCK』に、原曲をアレンジされたバージョンが収録されており、曲名の表記も変更されている。
5. そのままで [4:36]
アルバム『YES!!!』では、サビやアレンジを変更した別バージョンが収録されている。
6. アルティメット足立 [4:04]
間奏と大サビのスクラッチは、DJ TAKAKIによるもの。
DJ TAKAKIとの生競演でのライブは、今作アルバムのリリースパーティーで実現。
間奏では、声を加工したKENJII03とTEEDAの地元足立ならではの会話が聴ける。
今曲の再録版がミニアルバム『HERO』に収録されている。